# Musée d'Art et d'Histoire locale de Montluel
Le Musée d'art et d'histoire locale de Montluel, situé à Montluel dans le département de l'Ain, est un musée présentant essentiellement des collections d'objets relatifs à la vie rurale et agricole en Côtière (sud-ouest du département), entre 1900 et 1930.
Le musée est installé dans un bâtiment du XVIe siècle et est administré par le comité histoire et patrimoine de Montluel.

## Historique
À la suite de travaux d'urbanisme, la bâtisse du XVIe siècle qui abrite le musée est redécouverte et Henri Démia (1938-2002) entreprend d'y établir un musée qu'il inaugure le 18 novembre 2000[réf. souhaitée].

## Collections
Les collections sont en large partie issues de dons au musée : vie rurale, métiers d'antan, travail de la vigne et vêtements religieux en sont les grandes composantes.

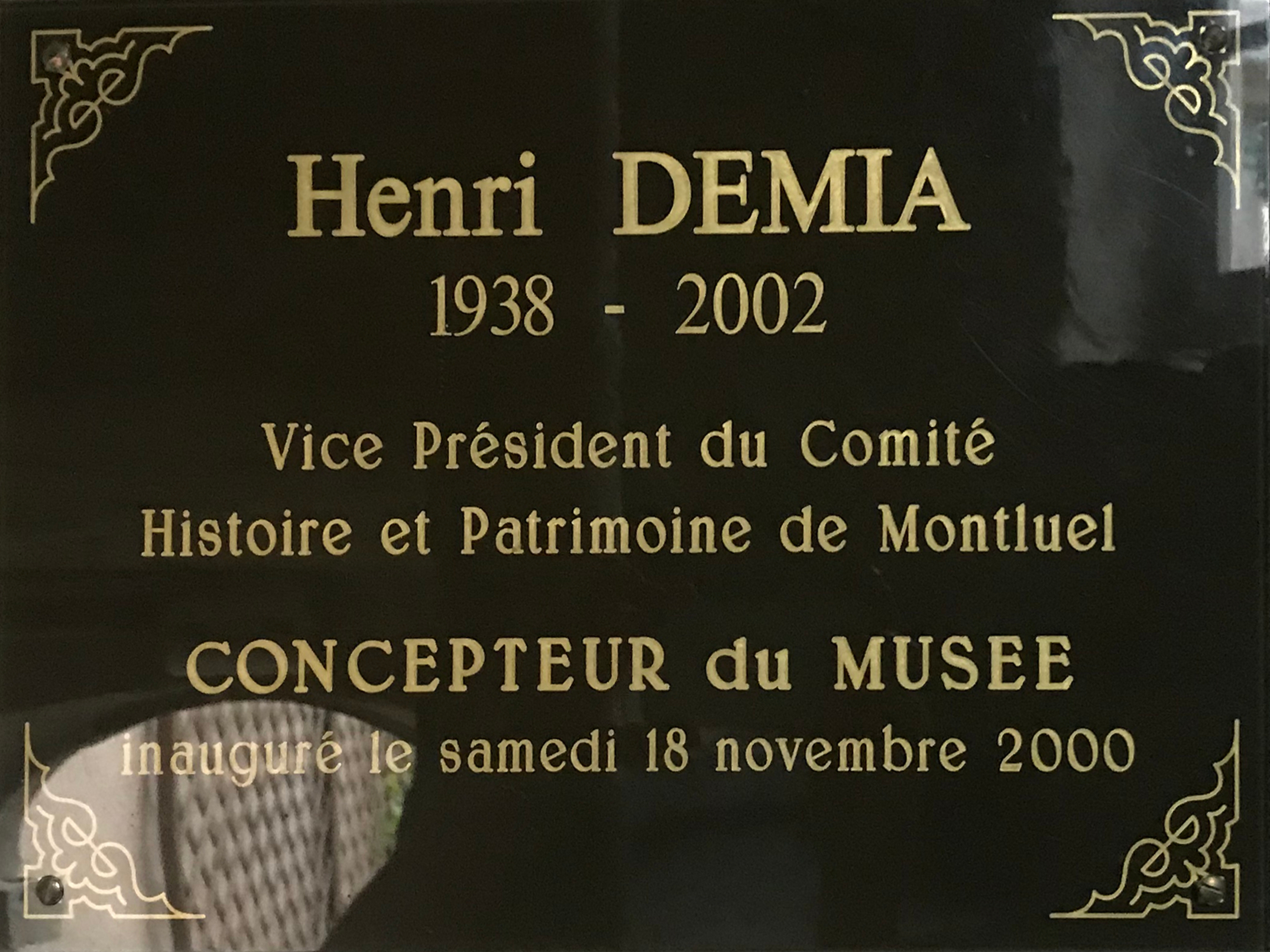
Plaque d'inauguration du musée.
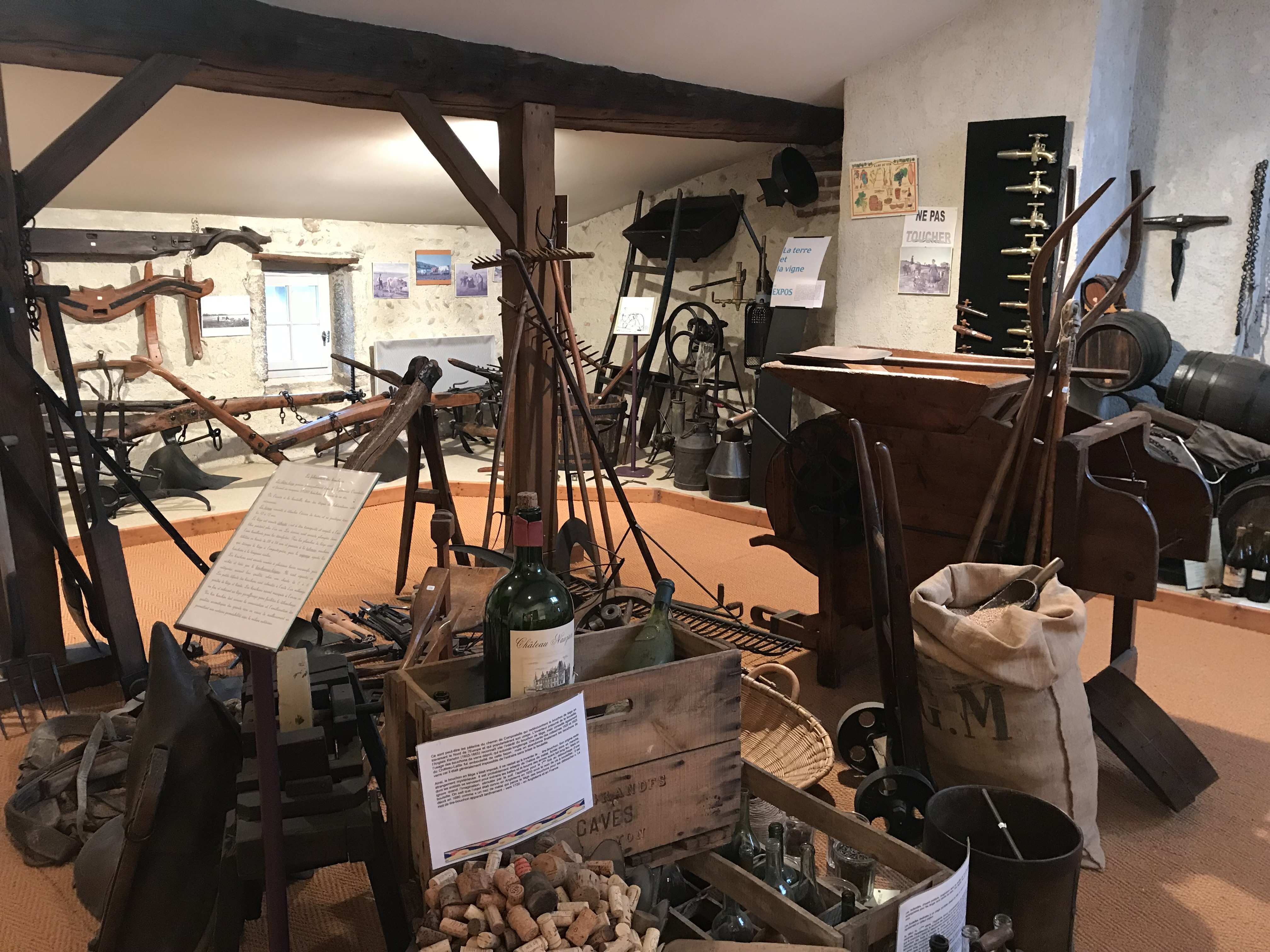
Travail de la vigne (2e étage.).
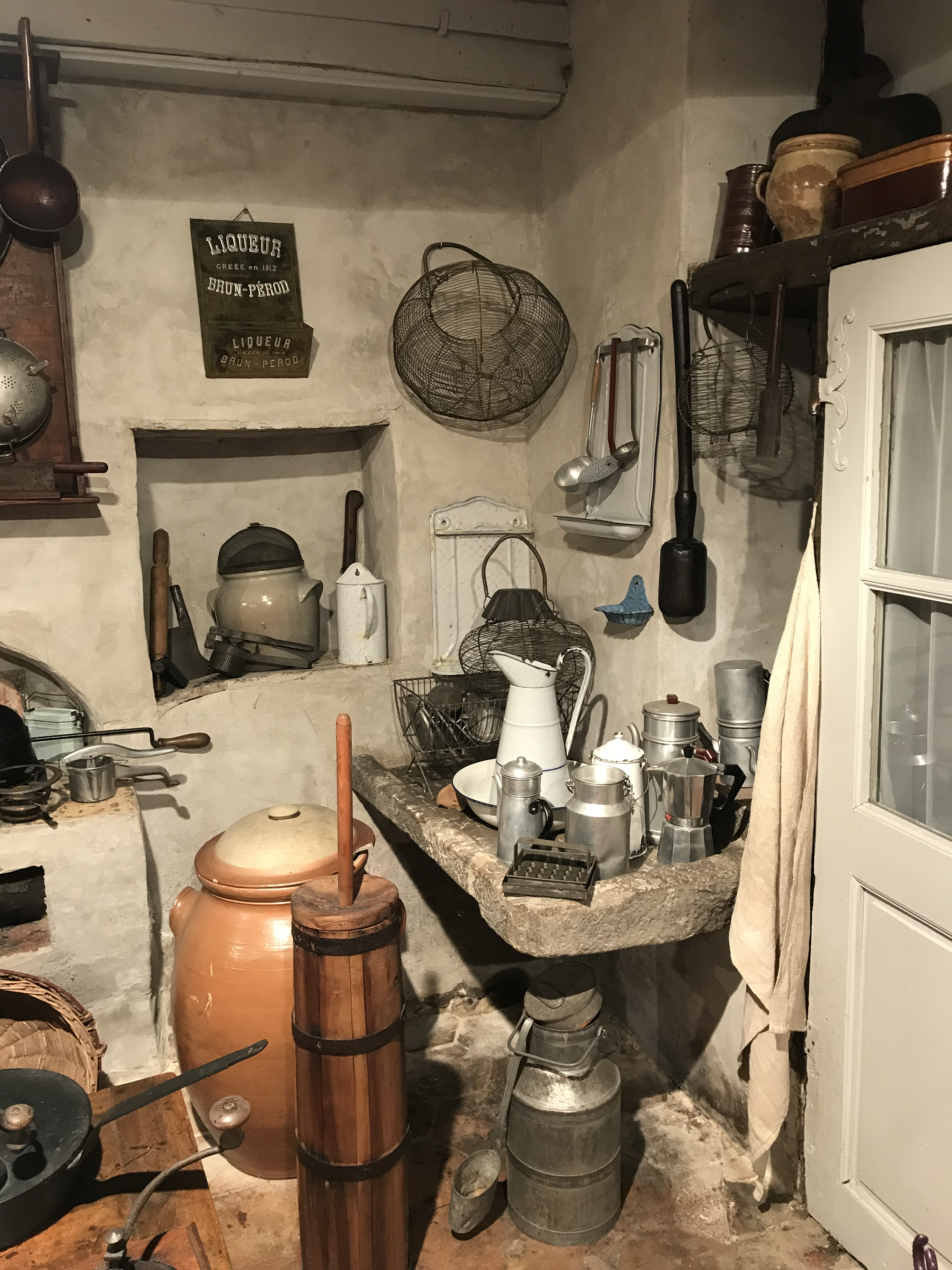
Cuisine d'antan.
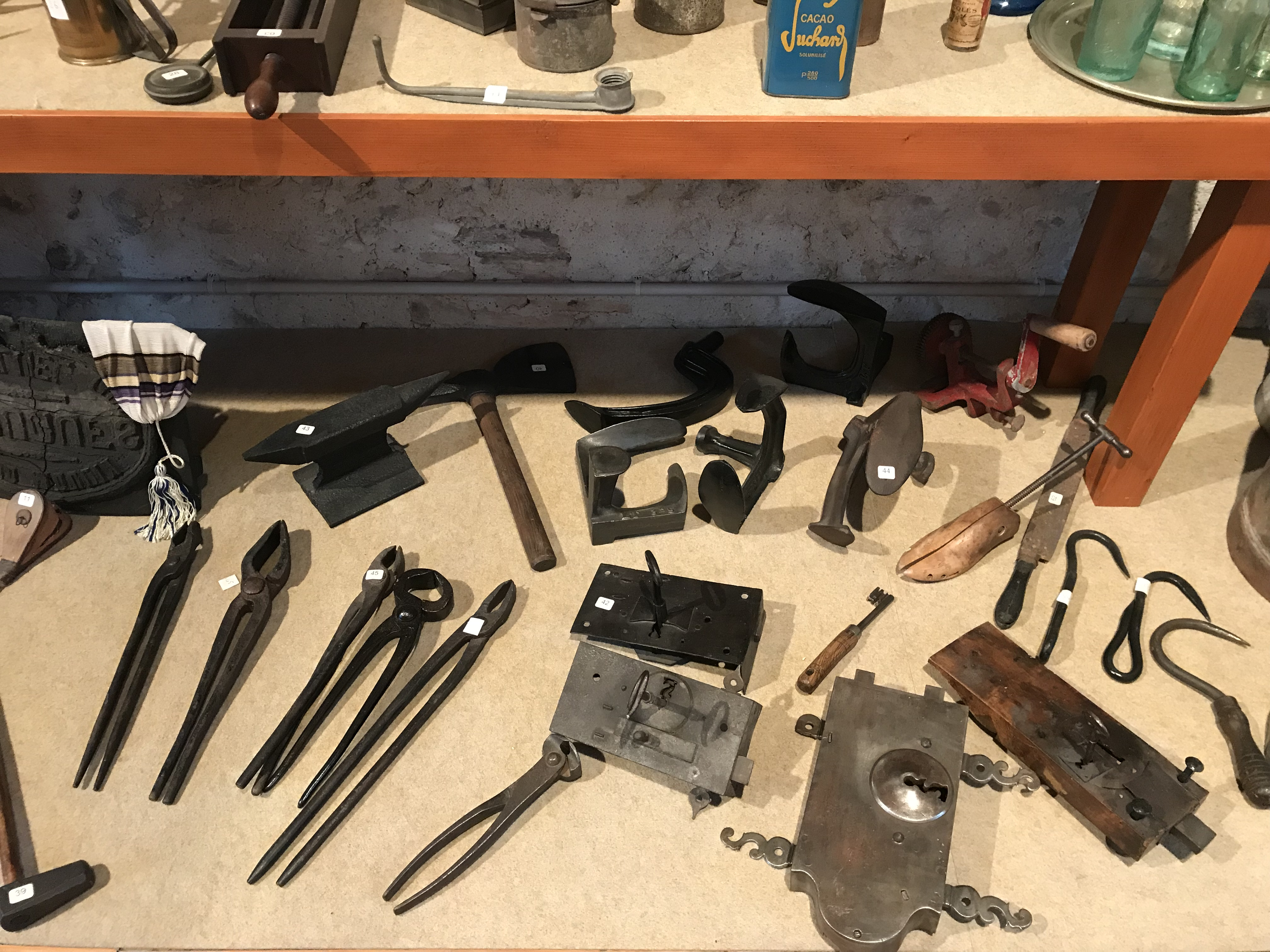
Divers outils d'artisans.